# White Birds Productions
White Birds Productions — приватна компанія, що займалася розробкою пригодницьких відеоігор, а також побічною діяльністю — створенням коміксів і мерчандайзингом. Розташовувалася в комуні Жуенвіль-ле-Пон, Париж, Франція. Заснована в 2003 році.

## Історія
Компанію White Birds Productions заснували у 2003 році Бенуа Сокаль (фр. Benoît Sokal), Олів'є Фонтене (фр. Olivier Fontenay), Жан-Філіпп Мессьян (фр. Jean-Philippe Messian) і Мішель Бамс (фр. Michel Bams). Засновники компанії, включаючи Бенуа Сокаля, раніше працювали в компанії Microïds, де під керівництвом Сокаля були створені такі ігри, як Syberia (укр. «Сибір»), Syberia II (укр. «Сибір 2») і Amerzone.
Першою грою компанії став квест Paradise (укр. «Рай»), що вийшов у 2006 році і розповідає історію молодої жінки Енн Сміт, дочки африканського диктатора, яка летіла на літаку з Європи до батька, дізнавшись, що він дуже хворий. Проте літак зазнає аварії десь у нетрях Африканського континенту. Європейським видавцем цієї гри виступила компанія Microïds; в Росії гра була видана фірмою «Новий Диск».
Також в 2006 році на ПК вийшли дві пригодницькі гри для дітей за книгами Марселя Марлі (фр. Marcel Marlier) і Жильбера Делає (фр. Gilbert Delahaye) про дівчинку Мартін: Martine à la Ferme (укр. «Мартін на фермі») і Martine à la Montagne (укр. «Мартін на гірському курорті). Пізніше ці ігри були портовані на консоль Nintendo DS.
У 2007 році був випущений квест Sinking Island (укр. «Потопаючий острів»), як і Paradise, створений за сценарієм Бенуа Сокаля. Детективний сюжет гри сконцентрований на розслідуванні вбивства Уолтера Джонса, мільйонера, який був знайдений мертвим на власному кораловому острові, де він мав намір добудувати комфортабельний готель.
У 2008 році вийшло відразу декілька ігор White Birds, серед яких квест Nikopol: Secrets of the Immortals (укр. «Нікопол. Безсмертні»), зроблений за коміксом Енкі Білала, і адаптація гри Paradise для приставки Nintendo DS — Last King of Africa (рос. «Останній король Африки»).
Упродовж 2009 і 2010 років компанією White Birds було випущено декілька казуальних ігор для iPhone, iPod Touch і iPad: Crime Scene, Upside Down, Babel Risingі SocCars. Також у липні 2010 року була випущена версія «Останнього короля Африки» для пристроїв від Apple. У розробці знаходилося декілька інших проектів.
Про закриття компанії було оголошено на початку 2011 року; офіційна причина — брак коштів.

## Розроблені відеоігри
White Birds переважно розробляють ігри для ПК, але вони також працюють з Nintendo DS та iPhone/iPod Touch.
- 2006 — Paradise (ПК)[3][4]

- 2006 — Martine à la Ferme (в США відома як: Emma at the Farm; російська назва: Поліна: Літо на дачі) (ПК)[5]
  - 2007 — Martine à la Ferm (Nintendo DS)[6]

- 2006 — Martine à la Montagne (в США відома як: Emma at the Mountain; російська назва: Поліна. Канікули в горах) (ПК)[7]
  - 2008 — Martine à la Montagne (Nintendo DS)

- 2007 — Sinking Island (ПК, Nintendo DS)[8]

- 2008 — Nikopol: Secrets of the Immortals (ПК)[9]

- 2008 — Last King of Africa (Nintendo DS)[4]
  - 2010 — Last King of Africa (iPhone, iPod Touch і iPad)[14]

- 2009 — Upside Down (iPhone, iPod Touch і iPad)[11]

- 2010 — Babel Rising (iPhone, iPod Touch і iPad)[12]

- 2010 — SocCars (iPhone, iPod Touch і iPad)[13]
- 2010 — Crime Scene (iPhone, iPod Touch і iPad)[10]

### Скасовані
- Broadway[19]

- Aquarica[20]